# 总状花序

总状花序结构图

总状花序（raceme）是一种不分支的花序类型，具带柄花朵，该短柄称之为花梗，沿花序轴排列。总状花序中，早开的花位于底部，新开的花位于顶部。